# Јован Кантакузин (деспот)
Јован Кантакузин (грч. Ἱωάννης Καντακουζηνός); од око 1342 – после 1380. године) био је византијски принц.
Јован је нејасна фигура. Рођен око 1342. године, био је најстарији син Матије Кантакузина, цара - савладара Византијског царства 1353–1357. године, и царице Ирине Палеолог. После Матијиног одрицања од престола децембра 1357. године, цар Јован V Палеолог, сада једини цар, доделио је Јовану на врховну дворску титулу -  деспота.
О Јовану Кантакузину се после тога мало зна: 1361. године, отишао је у Мореју, где је поново забележен око 1380. године, као ктитор иконе Богородице, сада у цркви Сан Самуеле у Венецији.
Можда је био отац Теодора Кантакузина, византијског амбасадора у Француској и Венецији.